# جمینای ۲

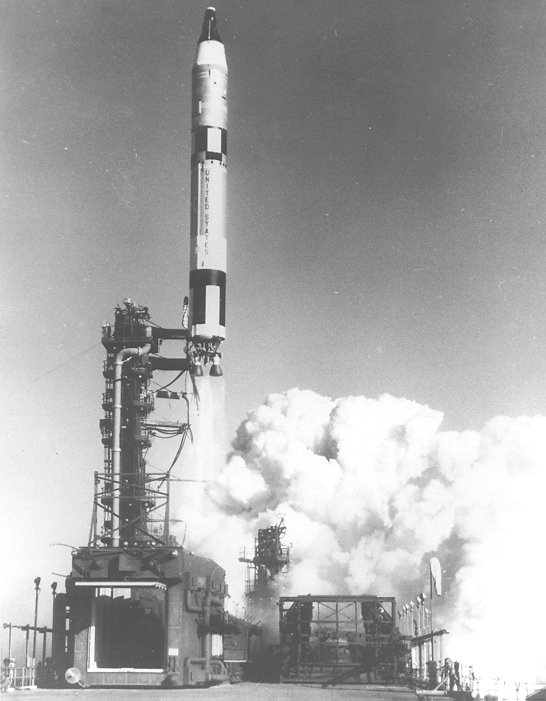
فضاپیمای جمینای ۲ در حین برخاستن

جمینای ۲ (به انگلیسی: Gemini 2) یکی از پروژه‌های فضایی ناسا بود.
این مأموریت ناسا در سال ۱۹۶۵ بوقوع پیوست، و دو فضانورد داشت.

## نگارخانه

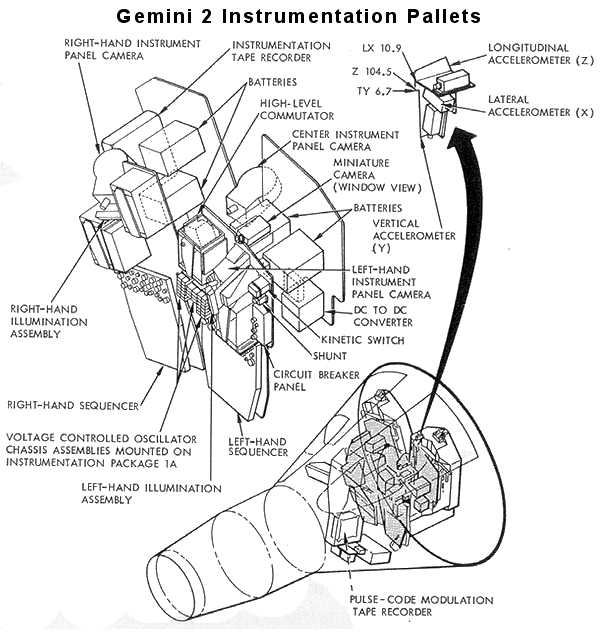
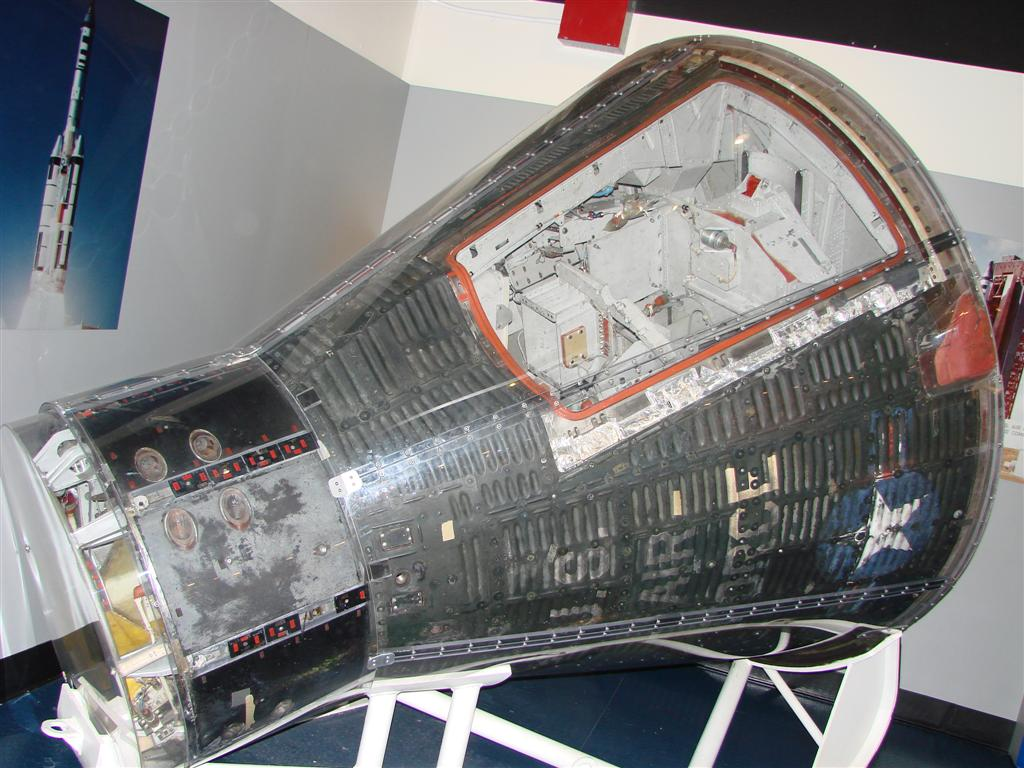
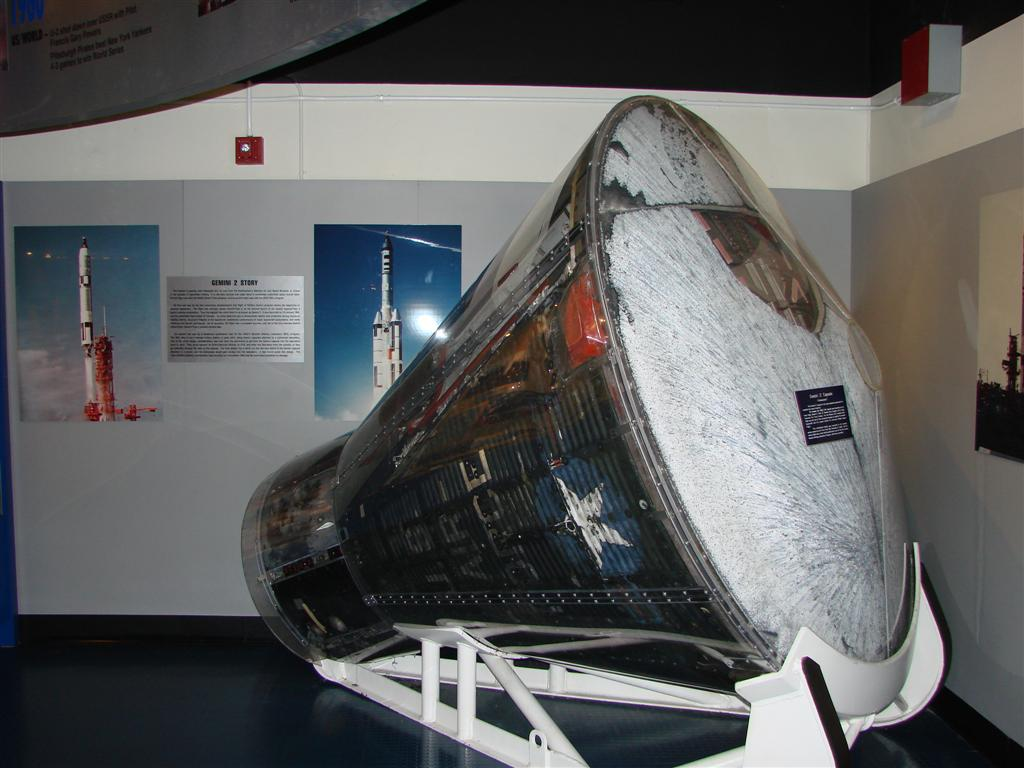
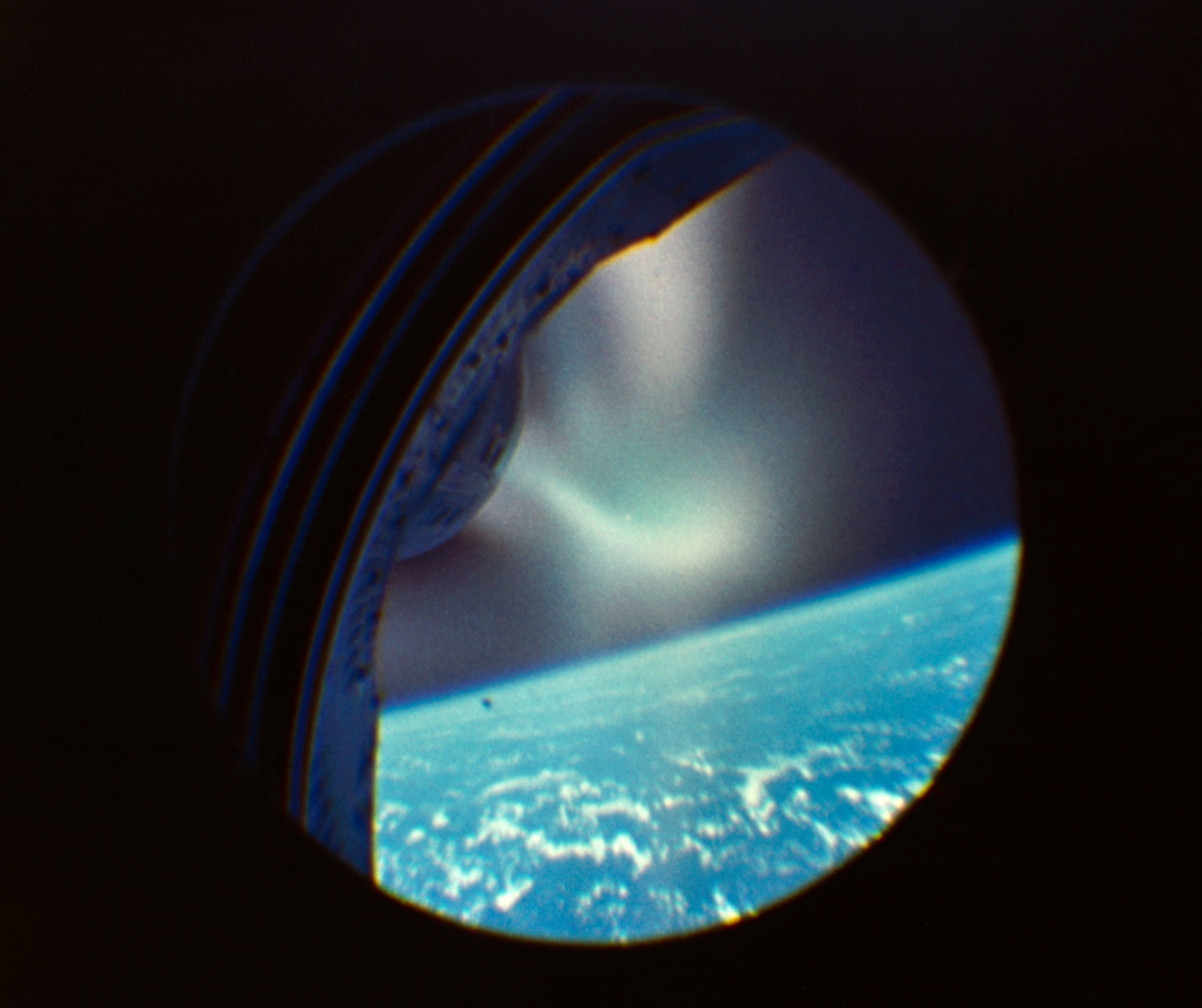